# Esther Pfeiffer
Esther Pfeiffer (* 4. September 1997 als Esther Jacobitz) ist eine deutsche Leichtathletin. Zu ihren größten Erfolgen zählt der Gewinn der Deutschen Meisterschaft 2023 im Marathon sowie der zweimalige Gewinn der Deutschen Meisterschaft 2024 und 2025 im Halbmarathon.

## Karriere
Pfeiffer trat für den ASV Köln, den TK Hannover und Hannover 96 an.
Bei den Deutschen Meisterschaften 2019 wurde sie Zweite in der Mannschaftswertung des Crosslaufs mit Anna Gehring und Vera Coutellier. Zwei Jahre später wurde sie Achte in der Mannschaftswertung des 10-km-Straßenlaufs und Vierte der Mannschaftswertung des Crosslaufs. 
In diesem Jahr wurde sie außerdem Vierte der Mannschaftswertung des Halbmarathons bei den Summer World University Games. 2022 wurde sie Siegerin des Halbmarathons beim Köln-Marathon. 
Sie gewann außerdem den Lousberglauf, wo sie auch den Streckenrekord brach. 2023 wurde sie Vierte über 5000 Meter und deutsche Meisterin im Marathonlauf (im Rahmen des Köln-Marathons).
Bei den Deutschen Meisterschaften 2024 wurde sie Dritte im 10-km-Straßenlauf und Sechste der Mannschaftswertung. Beim Sevilla-Marathon 2024 qualifizierte sie sich für die Europameisterschaften in diesem Jahr. Dort gewann sie die Silbermedaille in der Teamwertung des Halbmarathons. 
Im Oktober 2024 konnte die 27-Jährige mit einer persönlichen Bestzeit nach 2022 erneut den Sieg des Halbmarathons im Köln-Marathon erzielen.
Im April 2025 gewann Pfeiffer den Halbmarathon beim Düsseldorf-Marathon.
Im Mai 2025 gewann Pfeiffer mit einer gelaufenen Distanz von 59,03 km den Wings for Life World Run in München und wurde gleichzeitig als erste Deutsche überhaupt weltweite Gewinnerin unter allen Starterinnen.

## Leben
Im Januar 2024 heiratete sie den Leichtathleten Hendrik Pfeiffer (* 1993) und nahm dessen Familiennamen an. Ihren Verlobungsring, den sie mit einer Kette um den Hals getragen hatte, verlor sie beim Köln-Marathon 2023. Der Ring wurde von einem Zuschauer gefunden und später zurückgegeben, was zu größerer medialer Aufmerksamkeit führte.